# My wish My love
「My wish My love」（マイ・ウィッシュ・マイ・ラヴ）は、田村ゆかりの17枚目のシングル。2010年1月27日にキングレコードから発売された。

## 概要
2ヶ月連続リリース第2弾シングルで、初回盤はデジパック仕様になっている。13thシングル『Beautiful Amulet』以来、2度目の4曲入りシングル。
2010年2月8日付オリコン週間シングルランキング（2月2日発表）で、約1万8000枚を売り上げ、自己最高となる第5位を獲得した。オリコントップ10入りは今回で6作目になる。

## 収録曲
1. My wish My love [5:24]
作詞：椎名可憐、作曲・編曲：太田雅友
  - 劇場版『魔法少女リリカルなのは The MOVIE 1st』エンディングテーマ
2. Tiny Rainbow [4:09]
作詞：椎名可憐、作曲・編曲：太田雅友
  - PSPゲーム『魔法少女リリカルなのはA's PORTABLE -THE BATTLE OF ACES-』エンディングテーマ
  - 文化放送系ラジオ『田村ゆかりのいたずら黒うさぎ』エンディングテーマ（2009年12月 - 2010年4月）
3. ラブサイン [3:28]
作詞：渡邉美佳、作曲・編曲：渡辺和紀
4. 満月のセンシビリティー[4:43]
作詞：松井五郎、作曲・編曲：太田雅友
  - Oh!sama TV『喫茶 黒うさぎ〜秘密の小部屋〜』エンディングテーマ（#127 - #160）

### 収録アルバム
| 曲名            | アルバム             | 発売日         | 備考                  |
| --------------- | -------------------- | -------------- | --------------------- |
| My wish My love | 『シトロンの雨』     | 2010年9月8日   | 8thオリジナルアルバム |
| My wish My love | 『Everlasting Gift』 | 2012年10月17日 | 2ndベストアルバム     |
| Tiny Rainbow    | 『シトロンの雨』     | 2010年9月8日   | 8thオリジナルアルバム |